# Agencia Estatal Antidopaje
La Agencia Estatal Antidopaje, oficialmente Agencia Estatal Comisión Española para la Lucha Antidopaje en el Deporte (CELAD), es el organismo público español encargado de la protección del derecho a la salud de todos los deportistas y del derecho a participar en una competición sin trampas, en condiciones de igualdad. A los efectos previstos en el Código Mundial Antidopaje y en la normativa interna de la Agencia Mundial Antidopaje, la Comisión tiene la consideración de Organización Nacional Antidopaje.
En su condición de organismo especializado en la investigación, control y ejecución de la política contra el dopaje en el deporte, la comisión se configura como el organismo público estatal de asesoramiento y colaboración con las Fuerzas y Cuerpos de Seguridad del Estado, la policía judicial y los demás poderes públicos con competencias relacionadas con su ámbito de actuación y, a requerimiento de éstos, con los jueces y tribunales.

## Historia

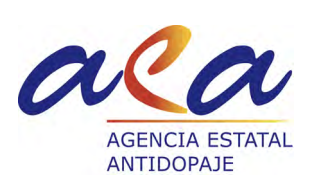
Logotipo de la agencia entre 2008 y 2013.

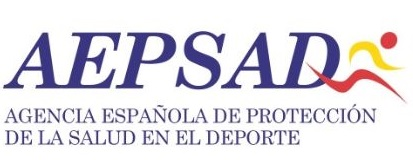
Logotipo de la agencia entre 2013 y 2022.

### Antecedentes
Los primeros pasos en la lucha antidopaje en España se dieron en la década de los años 1960. La adopción de iniciativas en este terreno por parte del Consejo de Europa y del Comité Olímpico Internacional (COI), impulsó la participación de España en la primera reunión del grupo de estudio especial sobre dopaje de los atletas, que se celebró en 1963 a propuesta del organismo europeo. Más adelante, casi treinta años después, se aprobó la Ley 10/1990, de 15 de octubre, del Deporte, que supuso un punto de partida en el establecimiento de un marco de represión del dopaje en el deporte desconocido en nuestro ordenamiento jurídico hasta entonces. La aplicación y desarrollo de la Ley de 1990 supuso, también, la entrada en funcionamiento de la Comisión Nacional Antidopaje (CNA), antecedente inmediato de la actual Agencia.
En 1999 se celebra en Lausana (Suiza) la Conferencia Mundial sobre el Dopaje en el Deporte, donde se puso de manifiesto la necesidad de profundizar en la colaboración entre poderes públicos y organizaciones deportivas. Con ello se asume también la necesidad de variar las políticas de erradicación del dopaje seguidas hasta entonces, orientándolas hacia la creación y fortalecimiento de un organismo internacional independiente, que estableciera normas comunes para combatir el dopaje y coordinara los esfuerzos de las organizaciones deportivas y de los poderes públicos. A raíz de ello se crea ese mismo año la Agencia Mundial Antidopaje (AMA) y, en 2003, la AMA elabora el primer Código Mundial Antidopaje (CMA) y los estándares internacionales de procedimientos que lo complementan, que constituyen un conjunto de reglas y directrices de obligado cumplimiento para el movimiento deportivo internacional.
El 22 de febrero de 2007 entró en vigor la Ley Orgánica 7/2006, de 21 de noviembre, de protección de la salud y de lucha contra el dopaje en el deporte, que introducía todo un conjunto de medidas nuevas para mejorar el sistema de prevención y lucha contra el dopaje en el deporte, destacando la creación de una Agencia Estatal Antidopaje (AEA). Entre otras responsabilidades, esta ley confiaba a la agencia la realización de los controles sobre dopaje en el deporte y competencias sobre la política de investigación en materia de prevención, de control del dopaje y de protección de la salud del deportista, con el objetivo de facilitar un conocimiento actualizado de los avances científicos y tecnológicos en este ámbito, permitiendo así abordar de manera eficiente la lucha contra dicho fenómeno. Asimismo, su creación ya estaba prevista en una ley anterior, la Ley 28/2006, de 18 de julio, de Agencias Estatales para la mejora de los servicios públicos.

### Agencia Estatal
Un año después, el 8 de febrero de 2008, nace oficialmente la Agencia Estatal Antidopaje con la aprobación de su Estatuto. El estatuto, al igual que la Ley Orgánica 7/2006, establece que la Agencia se adscribe autónomamente al Consejo Superior de Deportes, cuyo titular ejerce la Presidencia de la Agencia.
En el año 2013, se aprobó la Ley Orgánica 3/2013, de 20 de junio, de protección de la salud del deportista y lucha contra el dopaje en la actividad deportiva, norma que sustituía a la anterior de 2006. Esta ley reformó el sistema de prevención del dopaje de acuerdo con las exigencias de la Agencia Mundial Antidopaje, endureciendo las sanciones y, además, renombró la agencia como Agencia Española de Protección de la Salud en el Deporte (AEPSAD). Esta ley fue modificada en 2017 por el Real Decreto-ley 3/2017, de 17 de febrero que, adaptando la ley al nuevo Código Mundial Antidopaje de 2015, retiró competencias a la Agencia en lo relativo a la protección de la salud en el deporte, pasando estas directamente al Consejo Superior de Deportes (CSD) y quedándose la Agencia únicamente con puras funciones de lucha contra el dopaje.
Así, a mediados de 2021, el Consejo de Ministros aprobó y remitió a las Cortes Generales un nuevo proyecto de Ley Orgánica de lucha contra el dopaje en el deporte. De nuevo, este proyecto tiene por objeto la adaptación de la legislación nacional al nuevo Código Mundial Antidopaje de 2021 y, entre otras cosas, renombra la Agencia Estatal como Comisión Española para la Lucha Antidopaje en el Deporte, ya que la denominación actual no se correspondía con sus funciones reales, que fueron modificadas en 2017. La ley, aprobada por las Cortes Generales a finales de año, entró en vigor el 30 de diciembre de 2021.

## Cómo actúa
La Agencia tiene como principal objetivo asegurar que el deporte se realice de forma sana y sin trampas, para ello:
- Tiene un sistema de protección de la salud en el deporte y en la actividad deportiva.
- Disuade de las trampas y del dopaje a través de la educación, del control de dopaje y del impulso, de proyectos que ayuden en la comprensión de esta lacra social y en su erradicación.
- Detecta las violaciones de la política antidopaje a través de los programas de control de dopaje y los programas de investigación del mismo.
- Hace cumplir las normas antidopaje sancionando cualquier infracción de las mismas, aplicando la legislación vigente.

### Controles antidopaje
Regulados en el Título I de la Ley Orgánica 11/2021, de 28 de diciembre, de lucha contra el dopaje en el deporte, los controles antidopaje son el principal instrumento que posee la Comisión para luchar contra el dopaje en el deporte, estando los todos los deportistas obligados a «someterse a los controles de dopaje que, con arreglo a lo dispuesto en la misma, determine la Agencia Estatal Comisión Española para la Lucha Antidopaje en el Deporte».
La ley recoge los siguientes tipos de controles antidopaje:
- Controles durante la celebración de la competición o fuera de competición.
- Controles fuera de competición, pudiendo realizarse estos por sorpresa o previa citación. En el primer supuesto, los deportistas y demás personas sujetas a la presente ley quedan obligados a someterse al control, y, en el segundo, quedan obligados a comparecer y someterse al mismo.

Para conseguir la mayor eficacia posible, la ley obliga a todos los deportistas, así como a sus entrenadores federativos o personales, los equipos y clubes y los directivos, a facilitar los datos que permitan la localización habitual de los deportistas, de forma que se puedan realizar materialmente los controles de dopaje. Esta información sobre localización habitual de los deportistas es custodiada en un fichero de la Agencia Estatal, pudiendo ceder los datos de aquellos deportistas incluidos en los planes de seguimiento de las federaciones internacionales a la Agencia Mundial Antidopaje para la realización de sus funciones, previa justificación de dicha inclusión. Esta cesión de información únicamente podrá realizarse para la planificación, coordinación o realización de controles, debiendo ser destruidos los datos cuando ya no sean útiles para dichos fines.
Por otra parte, los deportistas, en el momento en que se sometan a los controles de dopaje, deben indicar los tratamientos médicos a que estén sujetos, así como quienes son los responsables de los mismos y el alcance de dichos tratamientos. Asimismo, el personal de apoyo del deportista tiene la obligación de suministrar dicha información, salvo que éste negare expresamente su autorización.
Por último, cabe indicar que la responsabilidad de la ordenación y realización de controles de dopaje en las competiciones internacionales celebradas en España, así como el ejercicio de la potestad disciplinaria, corresponde al Comité Olímpico Internacional, a las federaciones deportivas o instituciones internacionales que las organicen o a aquellas entidades en las que se delegue la citada organización. Únicamente podrá la Comisión llevar a cabo controles de dopaje en las competiciones internacionales celebradas en España en las que la correspondiente federación internacional no haya ordenado la realización de controles o en mayor medida cuando dichas federaciones o instituciones internacionales hayan suscrito acuerdos y convenios, asegurando la financiación necesaria, con la Comisión para que sea esta última la que realice, materialmente, los controles de dopaje en esas competiciones.

### Infracciones y sanciones
En materia sancionadora, tienen responsabilidad no solo los deportistas (por cualquier sustancia no permitida que haya en su organismo), sino también sus entrenadores, directivos, así como los clubes y equipos deportivos a los que esté adscrito el deportista (por incumplir la obligación de localizar a los deportistas u otro tipo de incumplimiento en la debida colaboración con la Agencia). Las infracciones se recogen en el artículo 20 de la Ley Orgánica 11/2021, y son:
- La presencia de una sustancia prohibida, o de sus metabolitos o marcadores, en las muestras biológicas del deportista.
- La utilización, uso o consumo de sustancias o métodos prohibidos en el deporte.
- La evitación, rechazo o incumplimiento, por acción u omisión sin justificación válida, de la obligación de someterse a los controles de dopaje tras la comunicación válidamente efectuada de esta obligación, por cualquier medio acreditado o del que quede acreditación, siempre que como resultado de su conducta no fuera posible obtener las muestras del deportista en el control de dopaje.
- La ayuda, incitación, contribución, instigación, conspiración, encubrimiento o cualquier otro tipo de colaboración en la comisión de cualquiera de las infracciones previstas en el presente artículo.
- La manipulación fraudulenta de cualquier parte del proceso de control de dopaje por parte de un deportista u otra persona.
- La posesión por los deportistas o por el personal de apoyo (dentro y fuera de competición) de sustancias prohibidas en dichos ámbitos o de los elementos necesarios para la utilización de métodos prohibidos, cuando se carezca de una autorización de uso terapéutico para su administración o dispensación, o de otra justificación legal o reglamentariamente calificada como suficiente. Seguirá habiendo infracción cuando la cantidad sea tan superior a la que correspondería al simple uso que ampara la autorización indicada.
- La administración, ofrecimiento, facilitación o suministro a los deportistas de sustancias prohibidas o de métodos prohibidos en la práctica deportiva, ya se produzcan en competición o fuera de competición.
- El tráfico de sustancias y métodos prohibidos.
- El quebrantamiento de las sanciones o medidas provisionales impuestas conforme a esta ley.
- Cualquier actuación consistente en intentar evitar que un testigo u otra persona, de buena fe, denuncie a las autoridades información relativa a una presunta infracción de las normas antidopaje o un presunto incumplimiento de la ley.
- Tomar represalias de naturaleza laboral, social, económica, patrimonial, profesional, deportiva o reputacional contra una persona que ha informado de buena fe de una presunta infracción de las normas antidopaje o de un presunto incumplimiento de la ley a una autoridad antidopaje.
- El incumplimiento de las obligaciones relativas a la presentación de información sobre localización o disponibilidad del deportista para realizar los controles en dicha localización. Se considerará que existe infracción cuando el deportista haya faltado a las obligaciones en materia de localización en tres ocasiones durante un plazo de doce meses.
- La recepción de servicios relacionados con el deporte o de cualquier tipo de asesoramiento, formación o colaboración o el establecimiento o mantenimiento de relación profesional de cualquier clase, incluida la representación, medie o no remuneración económica, con cualquier persona que esté cumpliendo un periodo de suspensión por alguna infracción en materia de lucha contra el dopaje, impuesta por autoridades españolas o extranjeras, o que hubiera sido condenada por un delito de dopaje en España o fuera de España o sancionada profesional o disciplinariamente por hechos constitutivos de una infracción de dopaje conforme a la presente ley.

También es sancionable la simple tentativa de comisión de algunas de las anteriores conductas.
En cuanto a las sanciones posibles, y dependiendo de la gravedad de la infracción y el sujeto infractor, estas pueden ser:
- Una advertencia sin periodo de suspensión o la de suspensión de licencia federativa y la imposibilidad de obtenerla durante un determinado periodo de tiempo.
- Una amonestación con o sin retirada de la licencia federativa a la suspensión directa de la licencia federativa.
- La imposibilidad de obtenerla durante un determinado periodo de tiempo.
- Multas pecuniarias.
- La inhabilitación para el ejercicio de funciones sanitarias o profesionales.
- Pérdida de puntos, eliminatoria o puestos en la clasificación de la competición.
- Descenso de categoría o división.

Asimismo, la Agencia tiene la obligación de avisar a las autoridades competentes si detectase alguna conducta que implique responsabilidad penal.

### Control y supervisión de productos
La Comisión tiene la responsabilidad de controlar y supervisar aquellos productos susceptibles de producir dopaje en el deporte. Para ello, los deportistas, equipos o grupos deportivos y los directivos que los representen, independientemente del país de procedencia, están obligados, previamente a su entrada o en el momento de entrar en España para participar en una actividad o competición deportiva, a remitir a la Agencia Estatal, debidamente cumplimentados, los formularios de notificación de entrada en el país que la misma establezca en los que se identifiquen los medicamentos y productos sanitarios que transporten para su uso o puedan ser necesarios para atender las contingencias derivadas de cualquier urgencia médica, las unidades de los mismos y el médico responsable de su administración. Estos productos no deberán tener por finalidad aumentar las capacidades físicas de los y las deportistas o modificar los resultados de las competiciones en las que participan. Dichos productos podrán acompañar a los viajeros o ser enviados de un modo separado para tal fin.
Recibida dicha información, la Agencia tiene potestad para inspeccionar en el recinto aduanero o en cualquier otro lugar en el que puedan presentarse mercancías ante las autoridades aduaneras, bajo la coordinación de los órganos competentes en la aplicación del sistema aduanero de la Agencia Estatal de Administración Tributaria, los productos y sustancias susceptibles de dar un resultado analítico adverso en un control de dopaje que vengan reflejados en la misma, así como los documentos que los acompañen. Si se encontraren medicamentos o productos sanitarios sin haber realizado la preceptiva notificación de entrada en el país a la Agencia Estatal, éstos podrán ser incautados por la citada comisión y, de considerarse necesario, podrán ser utilizados para fines de investigación.
Para llevar a cabo adecuadamente sus funciones, la Comisión puede solicitar la colaboración de la Agencia Española de Medicamentos y Productos Sanitarios y de la Agencia Española de Seguridad Alimentaria y Nutrición.

## Comité Sancionador Antidopaje
El Comité Sancionador Antidopaje (CSA) es un órgano colegiado adscrito a la Agencia Estatal Comisión Española para la Lucha Antidopaje en el Deporte competente para resolver los expedientes sancionadores por infracciones de dopaje previstos en la Ley Orgánica 11/2021, de 28 de diciembre, de lucha contra el dopaje en el deporte, así como ciertos recursos contra algunas resoluciones. Para garantizar su independencia, tiene prohibido recibir órdenes o instrucciones de ningún otro órgano o autoridad, ya sea de la propia Agencia Estatal Comisión Española para la Lucha Antidopaje en el Deporte, o externo.
El CSA se compone de siete vocales, cuatro elegidos entre juristas de reconocida competencia y prestigio profesional en el ámbito del derecho deportivo y tres entre profesionales del ámbito científico, médico o deportivo, con conocimientos específicos en materia de dopaje y reconocida trayectoria en su actividad profesional. De entre estos vocales, el Consejo Rector de la Agencia Estatal, a propuesta de los propios vocales del Comité, nombrará a uno de ellos para presidirlo. El mandato de los miembros del Comité es de cuatro años, siendo renovado parcialmente cada dos años y tienen carácter inamovible salvo por las causas tasadas en el artículo 46.4 de la Ley.
Las resoluciones del Comité son definitivas, poniendo fin a la vía administrativa y contra las mismas únicamente cabrá recurso ante la jurisdicción contencioso-administrativa.

## Estructura
La Agencia se estructura como sigue:
- El Presidente. La presidencia es ejercida por el Presidente del Consejo Superior de Deportes.
- El Consejo Rector. Es el órgano colegiado de gobierno de la Agencia, formado por el presidente y el director de la misma y representantes de la Administración General del Estado, de las federaciones deportivas y de las comunidades autónomas.
- El Director de la Agencia. Es el órgano ejecutivo de la Agencia, del cual dependen el resto de órganos administrativos.
  - La Secretaría General. Es responsable de la gestión y dirección administrativa de los recursos humanos, económicos, financieros, informáticos, logísticos y materiales.
  - El Departamento de Educación e Investigación Científica. Responsable de recopilar, estudiar, tratar y divulgar conocimiento y documentación, las relaciones con instituciones similares y asesorar a organismos e instituciones sobre asuntos científico-técnicas.
  - El Departamento de Deporte y Salud. Es responsable de la protección de la salud de los deportistas.
  - El Departamento de Control del Dopaje. Responsable de la planificación y ejecución de controles de dopaje, la recogida y gestión del transporte de las muestras biológicas, así como de los diferentes registros administrativos de información y la investigación de posibles irregularidades en el ámbito del uso de sustancias prohibidas. También asume las relaciones con organismos sanitarios o con funciones similares a las suyas.
  - El Laboratorio de Control del Dopaje. Es un organismo independiente, que depende directamente del director de la CELAD, responsable de llevar a cabo los análisis de muestras, así como estadísticas sobre dopaje.

Asimismo, para asegurar el correcto funcionamiento de la Agencia, existe una Comisión de Control que recaba información y se la transmite al Consejo Rector.
Por último, existe un órgano de cooperación entre la Agencia y los organismos regionales españoles con competencias homólogas, la Comisión Interterritorial de Protección de la Salud en el Deporte.

## Directores
1. Francisco Javier Martín del Burgo (2008-2013)[17]
2. Ana Muñoz Merino (2012-2013)[18]
3. Manuel Quintanar Díez (2013-2014)[19]
4. Enrique Gómez Bastida (2014-2017)[20]
5. José Luis Terreros Blanco (2017-2024)[21]
6. Silvia Calzón (2024)[22]
7. Carlos Peralta Gallego (2024-presente)[23]